# Hoornbladstaartgekko
De hoornbladstaartgekko of Australische bladstaartgekko (Saltuarius cornutus) is een hagedis die behoort tot de gekko's en de familie Carphodactylidae.

## Naam en indeling
De wetenschappelijke naam van de soort werd voor het eerst voorgesteld door William Ogilby in 1892. Oorspronkelijk werd de naam Gymnodactylus cornutus gebruikt. Lange tijd was de wetenschappelijke naam  Phyllurus cornutus, en ook is de soort ooit in het geslacht Gymnodactylus opgenomen, dat tegenwoordig tot een andere familie wordt gerekend.
De soortaanduiding cornutus betekent vrij vertaald 'hoorndragend'.

## Uiterlijke kenmerken
De gekko wordt relatief groot en bereikt een kopromplengte van ongeveer 14,5 centimeter exclusief de staart. De maximale totale lichaamslengte inclusief staart bedraagt 20 centimeter. De hoorndbladstaartgekko is een zeer goed gecamoufleerde boombewoner, die, zolang hij niet beweegt, nauwelijks zichtbaar is op een boomstam of tussen de bladeren. De hagedis is boomschors-achtig grijs gevlekt en het lichaam is sterk afgeplat, zodat het geen schaduwen op de boom werpt. Het gehele lichaam is voorzien van vele, naar achteren gekromde stekelachtige bultjes. De staart is ovaal van vorm en lijkt sterk op een blad inclusief steel door het puntige, langwerpige einde.
De staart kan worden afgeworpen bij gevaar, wat autotomie wordt genoemd. De staart groeit daarna weer aan maar is gladder en kleiner dan het originele exemplaar. De gekko doet denken aan de bladstaartgekko's uit het geslacht Uroplatus, deze soorten komen echter voor op Madagaskar en hebben zich convergent ontwikkeld.

## Levenswijze
De gekko jaagt 's nachts en verstopt zich overdag in holtes en spleten in bomen. Op het menu staan kleine ongewervelden zoals insecten. Mannetjes zijn zeer territoriaal en zijn te herkennen aan de verdikte staartbasis. Als hij zich onbeweeglijk houdt op zijn zitplaats, is hij nagenoeg onzichtbaar dankzij de goede camouflage. Vrouwtjes zetten per keer twee eitjes af in een spleet achter boomschors.

## Verspreiding en habitat
De hoornbladstaartgekko komt endemisch voor in Australië en leeft hier alleen in de staat Queensland. De habitat bestaat uit vochtige tropische en subtropische bossen, zowel in laaglanden als in bergstreken. Het is een bewoner van dichte tropische bossen in Oost-Australië en komt plaatselijk algemeen voor. De soort is aangetroffen van zeeniveau tot op een hoogte van ongeveer 1300 meter boven zeeniveau.

## Beschermingsstatus
Door de internationale natuurbeschermingsorganisatie IUCN is de beschermingsstatus 'veilig' toegewezen (Least Concern of LC).